# 31643 Natashachugh
31643 Natashachugh este un asteroid din centura principală de asteroizi.

## Descriere
31643 Natashachugh este un asteroid din centura principală de asteroizi. A fost descoperit pe 12 aprilie 1999 la Socorro, New Mexico, în cadrul proiectului LINEAR. Asteroidul prezintă o orbită caracterizată de o semiaxă mare de 2,26 ua, o excentricitate de 0,09 și o înclinație de 5,0° în raport cu ecliptica.